# 2022年世界游泳锦标赛公开水域游泳比赛
2022年世界游泳锦标赛公开水域游泳比赛是于2022年6月26日至6月30日在匈牙利布达佩斯的鲁帕海滩（Lupa Beach）举办的体育赛事。

## 日程表
公开水域游泳比赛一共7个项目。
时间为匈牙利当地时间(UTC+2)。
| 日期    | 时间  | 项目          |
| ------- | ----- | ------------- |
| 6月26日 | 13:00 | 团体6公里接力 |
| 6月27日 | 09:00 | 男子5公里     |
| 6月27日 | 12:00 | 女子5公里     |
| 6月29日 | 08:00 | 女子10公里    |
| 6月29日 | 12:00 | 男子10公里    |
| 6月30日 | 09:00 | 男子25公里    |
| 6月30日 | 09:00 | 女子25公里    |

## 奖牌情况

### 奖牌榜
*   主办国家/地区（匈牙利）
| 排名                     | 国家 / 地区              | 金牌 | 銀牌 | 銅牌 | 总计 |
| ------------------------ | ------------------------ | ---- | ---- | ---- | ---- |
| 1                        | 意大利                   | 2    | 2    | 2    | 6    |
| 2                        | 德国                     | 2    | 2    | 1    | 5    |
| 3                        | 巴西                     | 2    | 0    | 1    | 3    |
| 4                        | 荷兰                     | 1    | 0    | 1    | 2    |
| 5                        | 法国                     | 0    | 2    | 0    | 2    |
| 6                        | 匈牙利*                  | 0    | 1    | 1    | 2    |
| 7                        | 乌克兰                   | 0    | 0    | 1    | 1    |
| 总计（共7个国家 / 地区） | 总计（共7个国家 / 地区） | 7    | 7    | 7    | 21   |

### 奖牌得主

#### 男子
| 项目   | 金牌                                    | 金牌      | 银牌                                    | 银牌      | 铜牌                              | 铜牌      |
| 5公里  | 弗洛里安·韦尔布罗克 · 德国（GER）       | 52:48.8   | 格雷戈里奧·帕特里尼耶里 · 意大利（ITA） | 52:52.7   | 米哈伊洛·罗曼丘克 · 乌克兰（UKR） | 53:13.9   |
| 10公里 | 格雷戈里奧·帕特里尼耶里 · 意大利（ITA） | 1:50:56.8 | 多梅尼科·阿切伦扎 · 意大利（ITA）       | 1:50:58.2 | 弗洛里安·韦尔布罗克 · 德国（GER） | 1:51:11.2 |
| 25公里 | 达里奥·韦拉尼 · 意大利（ITA）           | 5:02:21.5 | 阿克塞尔·雷蒙 · 法国（FRA）             | 5:02:22.7 | Péter Gálicz · 匈牙利（HUN）      | 5:02:35.4 |

#### 女子
| 项目   | 金牌                             | 金牌      | 银牌                      | 银牌      | 铜牌                                  | 铜牌      |
| 5公里  | 安娜·玛赛拉·库尼亚 · 巴西（BRA） | 57:52.9   | 奥雷莉·米勒 · 法国（FRA） | 57:53.8   | 朱莉娅·加布里埃莱斯基 · 意大利（ITA） | 57:54.9   |
| 10公里 | 莎龙·范劳文达尔 · 荷兰（NED）    | 2:02:29.2 | 莱奥妮·贝克 · 德国（GER） | 2:02:29.7 | 安娜·玛赛拉·库尼亚 · 巴西（BRA）      | 2:02:30.7 |
| 25公里 | 安娜·玛赛拉·库尼亚 · 巴西（BRA） | 5:24:15.0 | 莱娅·博伊 · 德国（GER）   | 5:24:15.2 | 莎龙·范劳文达尔 · 荷兰（NED）         | 5:24:15.3 |

#### 团体
| 项目          | 金牌                                                                          | 金牌      | 银牌                                                                                  | 银牌      | 铜牌 | 铜牌      |
| 6公里团体接力 | 德国（GER） · 莱娅·博伊 · 奥利弗·克莱梅特 · 莱奥妮·贝克 · 弗洛里安·韦尔布罗克 | 1:04:40.5 | 匈牙利（HUN） · Réka Rohács · 欧洛斯·安娜 · 拜特莱海姆·达维德 · 拉绍夫斯基·克里什托夫 | 1:04:43.0 | 意大利（ITA） · 吉内芙拉·塔代乌奇 · 朱莉娅·加布里埃莱斯基 · 多梅尼科·阿切伦扎 · 格雷戈里奧·帕特里尼耶里 | 1:04:43.0 |

## 链接
- 官方网站 （页面存档备份，存于）